# Tögisch
Tögisch, früher auch Tegisch, ist eine Rotte der Fraktion Außerrotte in der Gemeinde St. Jakob in Defereggen im Defereggental (Osttirol).

## Geographie
Tögisch liegt am sonnenseitigen Abhang des Tögischer Berg auf 1653 Metern und damit rund 300 Meter über dem Talboden der Schwarzach. Im Westen wird die Rotte vom Tögischer Bachl begrenzt, im Osten vom Groß- und Valtistal. Benachbarte Ortschaften sind der Einzelhof Erlach im Westen und die Rotte Unteregg im Süden.
Tögisch ist nur aus der Fraktion Innerrotte bzw. der Ortschaft Hirbe erreichbar. Hierbei führt der Weg von der Defereggentalstraße zunächst durch Hirbe und danach über die Hofzufahrt Erlach-Tögisch nach Tögisch. Tögisch besteht aus den Hofstellen Rainer (Außerrotte 20), Veiden (Außerrotte 22 und 30), Oberhäusel (Außerrotte 23), Außertomler (Außerrotte 24), Innertomler (Außerrotte 25) und Tomlis-Joggen (Außerrotte 26). Aktive landwirtschaftliche Betriebe sind Rainer, Veiden, Innertomler und Tomlis-Jogger.

## Geschichte
Im Bereich von Tögisch bestanden im Mittelalter die 1448 erstmals urkundlich erwähnten Schwaigen (Urhöfe) Ober- und Untertögisch die zur Grundherrschaft des Pflegeamts Windisch-Matrei gehörten. Folgt man dem Franziszeischen Kataster so war die Besiedelung von Tögisch Mitte des 19. Jahrhunderts ähnlich wie heute, jedoch bestanden zu dieser Zeit auch noch drei Gebäude am südlichen Rand der Waldblöße. 1890 lebten in Tögisch 39 Einwohner in sieben Häuser, womit rund ein Drittel der Außerrotte in Tögisch lebten. 1923 lebten in der Rotte 34 Menschen in sieben Häusern, 1951 waren es 32 Menschen in nur mehr vier Häusern. 1961 werden 29 Menschen in sechs Häusern ausgewiesen, 1971 34 Einwohner und fünf Gebäude. Im Jahr 1981 umfasste Tögisch sieben Gebäude, von denen vier bewohnt waren, sieben Hausnummern und 30 Einwohner.

## Bauwerke und sakrale Kunst
Für Tögisch verzeichnet das Tiroler Kunstkataster 14 Einträge, sechs Objekte liegen im westlichen Teil von Tögisch, acht im östlichen. Zum westlichen Teil von Tögisch gehört der Bauernhof Rainer, ein Paarhof, dessen Wohngebäude im Kern vermutlich aus dem 18. Jahrhundert stammt. Der zweigeschoßige Kantblockbau wurde auf einem talseitig gemauertem Kellerfundament errichtet und um 1960 umgebaut. Das zugehörige Wirtschaftsgebäude dürfte aus derselben Zeit stammen und wurde in kombinierter Holzbauweise (Block-, Ständer- und Ständerbohlenbauweise) gezimmert. Es besteht aus funktional getrenntem Stall, Tenne und Heulege. Das benachbarte „Gasthaus zur schönen Aussicht“ war ursprünglich ein dreigeschoßiges Wohngebäude des Paarhofes Veiden. Der historische Bestand ist seit der ersten Hälfte des 19. Jahrhunderts belegt und wurde in der zweiten Hälfte des 20. Jahrhunderts zum Gasthaus umfunktioniert. Neben dem Gasthaus befindet sich das Wegkreuz Veiden aus dem späten 19. Jahrhundert. Oberhalb der Hofstelle Veiden liegt der heute nicht mehr bewirtschaftete Einhof Oberhäusel. Dieser zweigeschoßige, quergeteilte Einhof unter schindelgedecktem Blockpfettendach besitzt auf seine Tenneneinfahrt eine Datierung aus dem Jahr 1607. Der zur Gänze in Holzbauweise gezimmerte Hof wurde auf einen mit Bruchsteinen gefüllten Untergrund aufgesetzt und besitzt Söller in Erd- und Obergeschoß.
Im östlichen Teil von Tögisch liegen der Hof Außertommler von dem sich nur das Wohngebäude erhalten hat. Dieses zweigeschoßige Gebäude mit Satteldach besitzt einen Bauekern vermutlich aus dem 19. Jahrhundert und wurde im 20. Jahrhundert erneuert. Der benachbarte Hof Innertommler besteht hingegen noch aus Wohn- und Wirtschaftsgebäude sowie Brunnenhaus. Während der Baukern des Wohnhauses vermutlich aus dem 18. Jahrhundert stammt, wurde das Wirtschaftsgebäude im 19. Jahrhundert errichtet. Das Brunnenhaus entstand hingegen erst in der zweiten Hälfte des 20. Jahrhunderts. Östlich an die beiden Höfe schließt sich das Wohngebäude der Hofstelle Tomlis-Joggen, das 1859 kargrafisch dokumentiert wurde, jedoch im 20. Jahrhundert mit Erweiterungsbauten neu errichtet wurde. Etwas weiter östlich befinden sich zudem die Wirtschaftsgebäude der Paarhöfe Innertomler und Tomlis-Joggen, die beide aus dem 19. Jahrhundert stammen.